# Jurij Ivanov (sériový vrah)
Jurij Ivanov (rusky Ю́рий Ану́фриевич Ивано́в; 1956, Usť-Kamenogorsk Kazašská SSR – 1989) byl sovětský sériový vrah a násilník. V rozpětí třinácti let (s přestávkou) znásilnil a zabil 16 dívek a žen. Zločiny páchal v Usť-Kamenogorsku, některé z nich v okolí továrny na výrobu hedvábných tkanin a přilehlého sídliště.

## Biografie
Ivanov pracoval jako řidič. Byl ženatý, v manželství se narodila dcera. Jednou se vrátil domů z pracovní cesty o den dříve a přistihl svou ženu s milencem v posteli. Tak si vypěstoval nenávist k jistým ženám a rozhodl se, že očistí svět a zabije ty, které podvádějí své manžely. Během vyšetřování řekl, že hovořil s mnoha ženami, aby zjistil jejich názory na muže. Pokud žena mluvila špatně o svém manželovi nebo všeobecně o mužích, zabil ji. Oběti znásilnil a poté uškrtil. Po vraždě si zpravidla vzal nějaké osobní věci zemřelé.
Pak byl usvědčen z pokusu o znásilnění a odsouzen na tři roky ve vězení s mírnějším režimem. V kolonii pracoval jako řidič a když měl možnost opustit kolonii, stále ve výkonu trestu, spáchal několik dalších zločinů.
Od roku 1977 do roku 1987 Ivanov nezabíjel, protože se jeho osobní život urovnal. Ale poté, co se v roce 1986 rozešel se svou konkubínou, vrátil se ke kriminálnímu způsobu života. V roce 1987 zabil 16letou dívku. Na místě činu byl nalezen hliníkový knoflík a vlasy, které oběti nepatřily. Protože mrtvola byla nedbale schována, bylo možné, že se vrah vrátí, a proto milice připravila léčku. Na místě vraždy, když se příští den vrátil, byl Ivanov zatčen. Pod tíhou důkazů se přiznal ke znásilnění a vraždám 16 žen a dívek a k dalším 14 prostým znásilněním.
Ivanov si dokonale pamatoval všechny události mnoha let, popisoval je do nejmenších detailů a téměř bezchybně nasměroval policii na všechna místa činu. Tvrdil, že si pamatuje tváře všech obětí, a aby se ujistili, použili vyšetřovatelé zvláštní způsob dokazování. Provedli vyšetřovací pokus, při kterém ukázali fotografie různých žen, aby určil, kterou z nich znásilnil nebo zabil. Ivanov bezchybně ukázal na své oběti. Za vraždu jedné z těchto žen, spáchanou v roce 1974, byl odsouzen její manžel, který v té době měl odpykánu většinu trestu – 8 ze 12 let. Verdikt byl později zrušen, odsouzený byl propuštěn a odškodněn a vražda byla správně přisouzena Ivanovovi. Sám Ivanov požádal o trest smrti a v roce 1989 byl odsouzen. Před popravou si přál schůzku se svou dcerou, ta ale rázně odmítla. Později toho roku byl popraven zastřelením.